# 北京长途电话大楼
39°54′24″N 116°21′21″E / 39.90668°N 116.35576°E

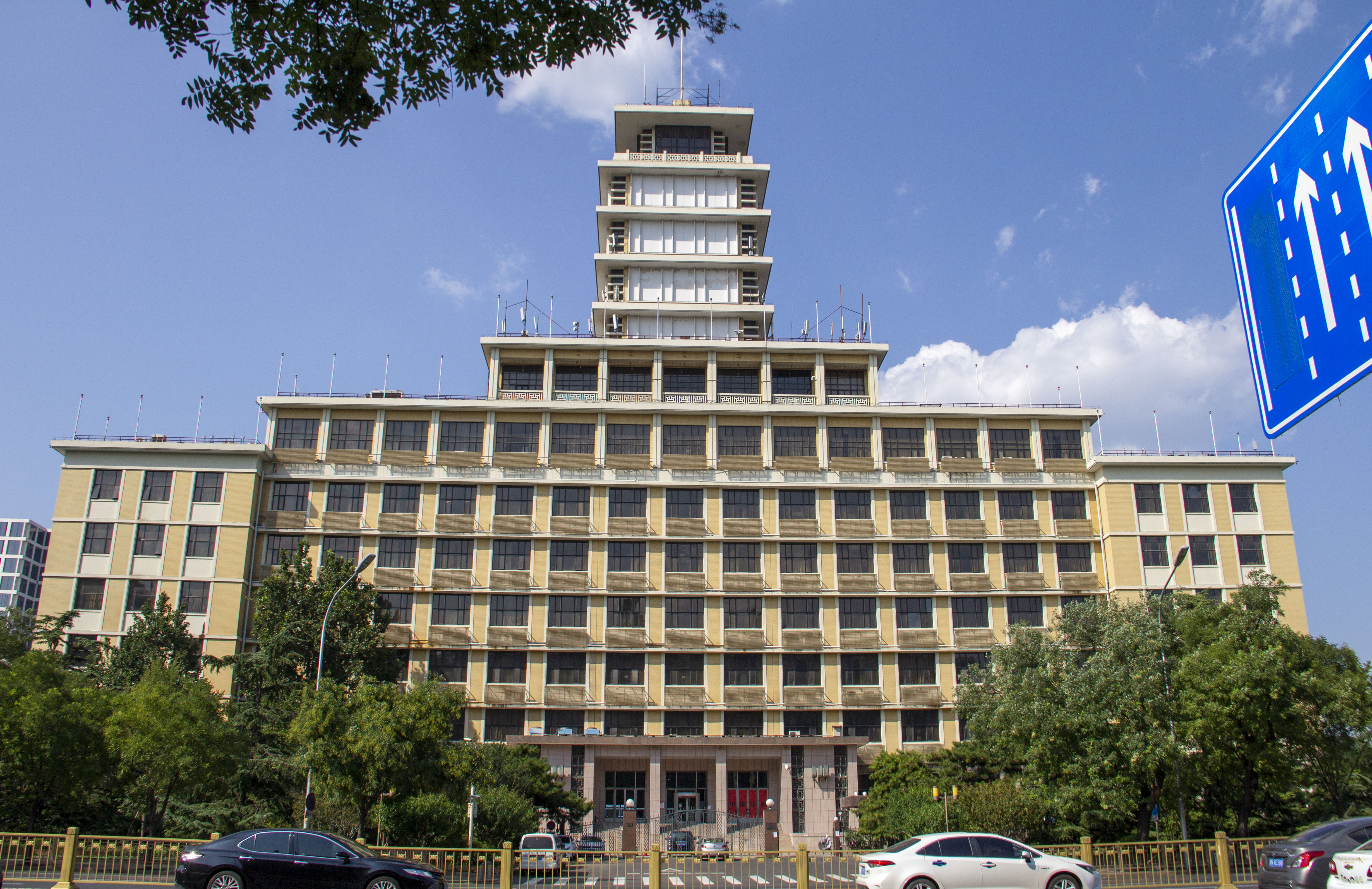
北京长途电话大楼，2020年9月

北京长途电话大楼位于北京市西城区复兴门内大街，是国际和国内长途电话、传真、微波等的通信枢纽。

## 历史
北京长途电话大楼工程于1959年12月开始建设。大楼基础完成之后，因国民经济发生困难，于1961年被迫停工。1971年，根据当时的工艺要求，利用已建好的基础重新设计。1972年开工建设，1976年完工。
2017年6月15日起，因北京电报大楼装修改造，北京电报大楼一层的中国联通电报大楼营业厅所有业务（包括电报业务、固话宽带业务、移动通信业务、专线业务等）调至北京长途电话大楼一层的中国联通长话大楼营业厅。

## 建筑
北京长途电话大楼建筑面积共24500平方米，其平面呈“山”字形。该大楼地下1层，地上两翼6至7层，中部8层，其上有5层塔楼，楼高 81.50米。
- 注：本建筑塔楼无时钟，外观与北京电报大楼相似，极易混淆。

## 邮票
中国人民邮政1981年6月5日发行了普通邮票“普19 北京长话大楼”。全套1枚，雕刻版印制，齿孔11.5×110，面值8分，无背胶。规格为30×40mm。